# Gertrude Neumark
Gertrude Fanny Neumark, auch: Gertrude Neumark Rothschild (* 29. April 1927 in Nürnberg; † 11. November 2010 in Rye (New York)) war eine US-amerikanische Physikerin und Pionierin der Entwicklung von Leuchtdioden (LED).

## Leben
Gertrude Neumarks Familie floh 1935 vor der nationalsozialistischen Judenverfolgung in die Vereinigten Staaten. Neumark begann ihr Studium am Barnard College und studierte dann Chemie am Radcliffe College, wo sie einen Master erwarb, und dann an der Columbia University, wo sie 1951 zum Ph.D. promoviert wurde. 
Ab 1952 arbeitete sie in der Forschung für Unternehmen der Elektroindustrie, zunächst in den Sylvania Research Laboratories in Baysie, N.Y. und von 1960 bis 1985 in der Forschungsabteilung von Philips in Briarcliff Manor, New York. 1982 wurde sie zum Fellow der American Physical Society gewählt. Von 1982 bis 1985 war sie Gastprofessorin für Werkstoffkunde (material sciences) an der Columbia University und erhielt 1985 hier den Lehrstuhl für Werkstoffkunde. 1990 erhielt sie die Stiftungsprofessur Howe Professor of materials science and engineering.

## Patente
Seit den 1980er Jahren erforschte Neumark die optischen Fähigkeiten von bestimmten Halbleitern. Ihre Ergebnisse führten dazu, dass sie Inhaberin von Patenten in der Halbleitertechnik (wide-bandgap semiconductor technology) wurde, die die Entwicklung von LED ermöglichen. 2006 kam es zu einem Vergleich mit einer Reihe von LED-Produzenten, die sie wegen der Verletzung ihrer Patente verklagt hatte.
2008 reichte sie eine Beschwerde bei der United States International Trade Commission ein, um den Import von Geräten untersagen zu lassen, die mit nicht lizenzierten LED nach ihrem Patent ausgestattet waren. Nachdem die Kommission eine Untersuchung begann, einigten sich die betroffenen Unternehmen mit Neumark über eine Lizenz und etwa 27 Millionen US-$ an Lizenzgebühren.
Sie war verheiratet mit Henry Rothschild, benutzte aber in akademischen Kreisen und für Veröffentlichungen ihren Geburtsnamen.

## Schriften
- Wide bandgap light emitting materials and devices. Weinheim: Wiley-VCH-Verlag 2007 ISBN 978-3-527-40331-8

## Einzelbelege
1. ↑  William Grimes: Gertrude Rothschild, 83; Advanced LEDs, in The New York Times vom 18. November 2010
2. ↑  Engineering News: Philips Electronics Honors Professor Gertrude Neumark (Memento vom 1. September 2009 im Internet Archive), Spring 2008.
3. ↑  U.S. trade body to probe Sony

| Personendaten    | Personendaten                                                                                   |
| ---------------- | ----------------------------------------------------------------------------------------------- |
| NAME             | Neumark, Gertrude                                                                               |
| ALTERNATIVNAMEN  | Neumark, Gertrude Fanny (vollständiger Name); Rothschild, Gertrude Neumark (vollständiger Name) |
| KURZBESCHREIBUNG | US-amerikanische Physikerin                                                                     |
| GEBURTSDATUM     | 29. April 1927                                                                                  |
| GEBURTSORT       | Nürnberg                                                                                        |
| STERBEDATUM      | 11. November 2010                                                                               |
| STERBEORT        | Rye (New York)                                                                                  |